# Sumorovac
Sumorovac (cyr. Суморовац) – wieś w Serbii, w okręgu szumadijskim, w gminie Knić. W 2011 roku liczyła 109 mieszkańców.